# Ясюкович Станіслав Ігнатович
Ясюкович Станіслав Ігнатович (польськ. Stanislaw Jasiukowicz, рос. Ясюкович Станислав Игнатьевич, псевдо «Опольський») (нар. 26 листопада (за новим стилем 8 грудня) 1882, Санкт-Петербург, Російська імперія — пом. 26 жовтня 1946, Москва, СРСР, Бутирська в'язниця) — видатний польський економіст, політик, депутат Сейму І, II та III скликання Другої Речі Посполитої, учасник польського підпільного руху 1939–1945 рр. Репресований НКВС. Син польського і російського промисловця Ігнатія Ясюковича (1847–1914).

## Біографія
Народився в Санкт-Петербурзі. Походив з дрібноземельної шляхти, що мала герб Ясенчик. У 1888–1903 роках проживав у селі Кам'янське Катеринославської губернії, де його батько був директором-розпорядником Дніпровського заводу.
У 1894–1901 роках навчався у Катеринославській чоловічій гімназії, яку закінчив із золотою медаллю.
Вивчав будівельну справу в Санкт-Петербурзькому технологічному інституті, а згодом у Мюнхенському університеті.
У 1911 р. захистив докторську дисертацію з політичної економії в Мюнхенському університеті. Під час навчання у Мюнхені належав до таємної патріотичної організації Спілки польської молоді «Зет». З 1911 року член польської Національно-Демократичної партії, з 1917 р. — Національної Ліги.
У 1913 р. входив до дирекції Дніпровського заводу в Кам'янському.
Після смерті батька у 1914 році член правління Південно-Російського Дніпровського металургійного товариства.
Під час Першої світової війни входив до Центрального громадського комітету Росії у Північному окрузі в Петрограді.
З 1916 р. співредактор і, ймовірно, видавець польської петроградської газети «Народна думка» («Misla Narodowa»). Також писав статті для «Пшегльонду вшехпольського» («Prjeglad Wszechpolski»).
Після 7 листопада 1917 р. виїхав до Польщі, де оселився в батьківському маєтку в Ходові. Брав участь у роззброєнні німецьких окупаційних військ у Кутно, після капітуляції кайзерівської Німеччини в листопаді 1918 року. Був членом адміністративної ради Кутненського староства.
Активіст Національного народного союзу, а з 1920 р. — Народного національного союзу.
У 1927–1937 роках член Головної Управи Національної партії, у 1928 — політкомітету, а з 1935 р. — член Головного комітету партії.
Один з трьох віцепрезидентів Верховного суду та скарбник Головної Ради. Депутат трьох скликань Сейму.
Віцепрезидент парламентського Національного клубу. Працював у комітетах: адміністрації, права, казначейства, військового зв'язку (заступник голови), промисловості, торгівлі та бюджету.

### В складі підпільного уряду
Під час німецько-нацистської окупації Польщі був членом антинацистського підпілля.
У 1943 р. один із заступників Урядової делегації від Польщі.
З 26 липня 1944 р. — міністр Національної Ради Міністрів. Керував департаментами фінансів, сільського господарства, промисловості і торгівлі, здійснював нагляд за державним контролем і зовнішньою політикою.

### Арешт
В складі делегації з 16 представників польського підпільного уряду був запрошений генералом НКДБ Сєровим на переговори з радянським військовим командуванням, під гарантії слова офіцера. 27 березня 1945 року всі члени делегації були заарештовані НКВС в місті Прушкув.

### Суд
18 червня 1945 року в Москві розпочався суд, що став відомим як процес над шістнадцятьма. До складу Колегії Верховного суду СРСР увійшли генерал-полковник служби безпеки В. Ульріх; голова, генерал-майор служби безпеки Л. Дмітрієв, прокурори Руденко та Афанасьєв.
Вироком Військової Колегії Верховного суду СРСР від 21 червня 1945 за антирадянську діяльність в тилу Червоної Армії Станіслав Ясюкович був засуджений до п'яти років виправно-трудових таборів.
19 квітня 1990 р. Верховний суд СРСР скасував вирок за відсутності складу злочину.

### Смерть
Помер 22 жовтня 1946 року в Бутирській в'язниці. Офіційна причина смерті — хвороба серця. Похований на Новому Донському кладовищі у братській могилі N 3.

## Посмертна нагорода
11 листопада 2006 президент Польщі Лех Качинський посмертно нагородив Станіслава Ясюковича Великим Хрестом Ордена Відродження Польщі "за визначні заслуги у справі незалежності Республіки Польща, за діяльність на користь демократичних змін у країні, за поширення знань про історію польського народу ".

## Родина
Батько — Ясюкович Ігнатій Ігнатович (1847–1914) — визначний польський і російський промисловець, голова правління Південно-Російського Дніпровського металургійного товариства.
Мати — Ясюкович (до шлюбу Лабунська) Броніслава (1850 — ?).
Дружина Ясюкович (до шлюбу Бишевська) Марія (? — 1987), комендантка санітарної частини Жіночої Військової служби Варшавського округу Армії Крайової. Псевдо «Галина».
Син — Ясюкович Анджей (1920–1989) — делегат польського еміграційного уряду в Південно-Африканській Республіці. Дочки — Ханна (в шлюбі Шленкер) та Марія.
Онук — Ян Шленкер (син Ханни).
Також був опікуном своїх неповносправних братів Яна та Ігнація Ясюковичів, що мали вроджену розумову відсталість.